# Estación Central de Autobuses
Central de Autobuses es la primera estación de la Línea 3 del Tren Ligero de Guadalajara en sentido sur-oriente a nor-poniente, y la décimo-octava en sentido opuesto. Es de gran relevancia debido a que está conectada con la nueva central camionera, brindando un mejor servicio de transporte a los ciudadanos y foráneos del estado hacia el centro histórico de Guadalajara y otros puntos estratégicos de la ciudad.
Esta estación se ubica sobre la Avenida de Las Torres, en la zona de la principal estación de autobuses foráneos de Guadalajara, popularmente conocida como Nueva Central Camionera; esta primera estación de la Línea 3 se encuentra unida a un viaducto que se dirige en sentido poniente - oriente hacia las cocheras y talleres de dicha línea.
Su logotipo es la imagen frontal de un autobús con una maleta, en alusión a la Central de Autobuses de la que toma su nombre.

## Puntos de interés
- Nueva Central Camionera de Guadalajara
- Iglesia Rey de Reyes de Tlaquepaque

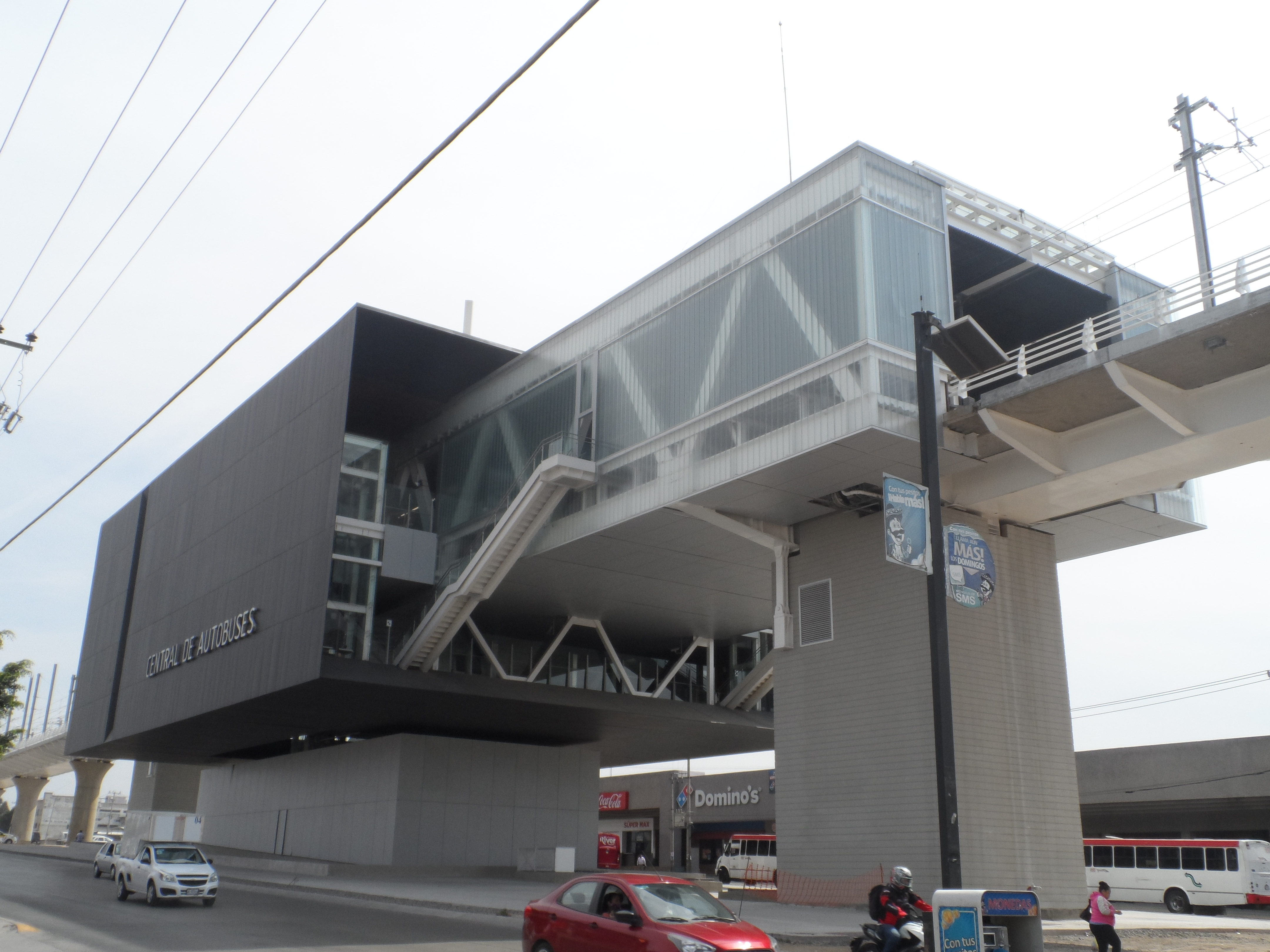
Vista externa de la estación Central de Autobuses.

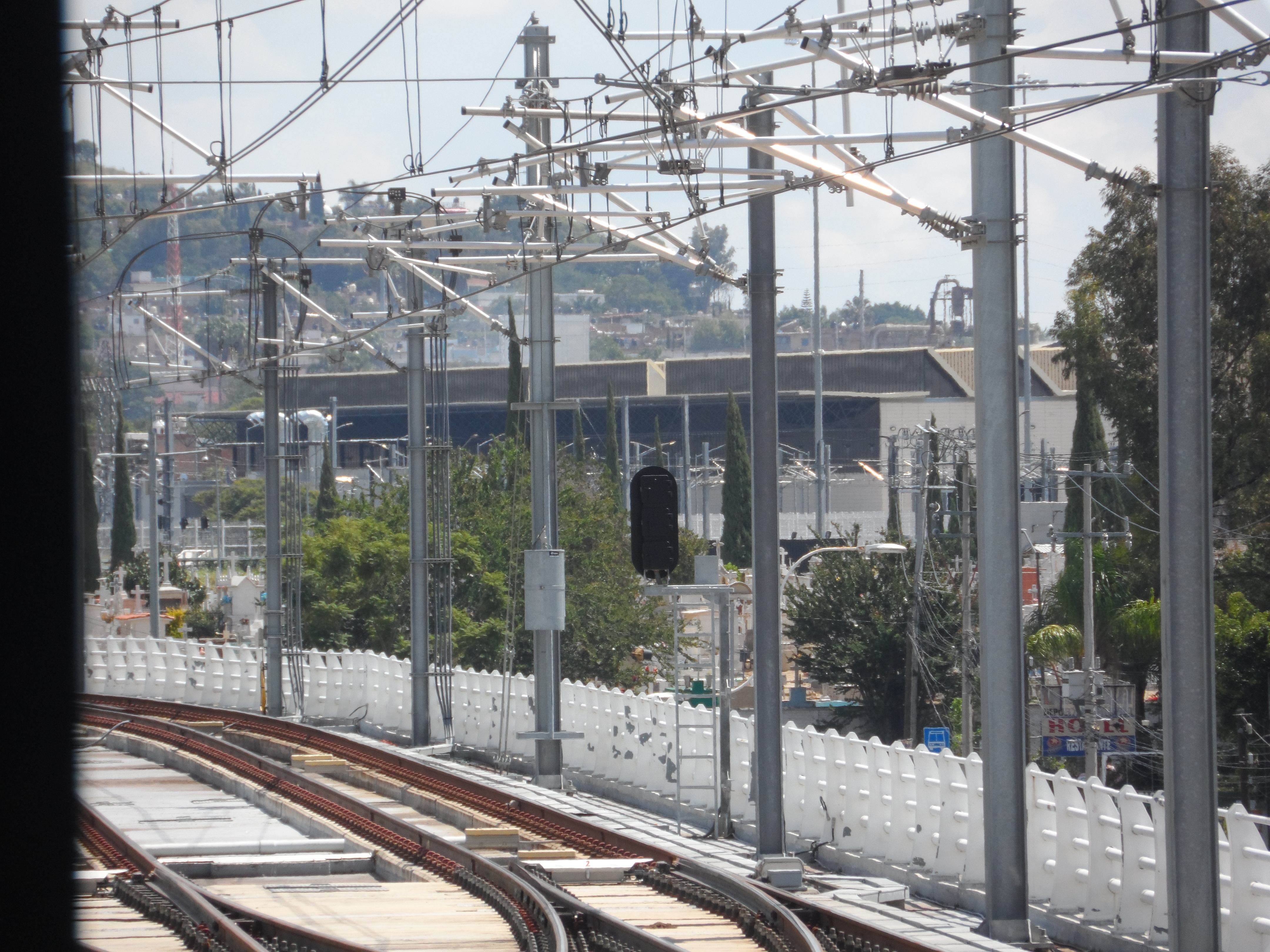
El Taller Mecánico de la Línea 3, visto desde la estación Central de Autobuses.

- Carretera Libre a Zapotlanejo